# Öffentliches Versorgungsunternehmen
Ein öffentliches Versorgungsunternehmen (englisch public utility company; Schweiz: Service public) ist ein öffentliches Unternehmen, das Infrastruktur für die öffentliche Daseinsvorsorge auf dem Teilgebiet der Energieversorgung vorhält und die damit verbundenen Dienstleistungen erbringt. Pendant sind die privatwirtschaftlich organisierten Energieversorgungsunternehmen, die ebenfalls einen Versorgungsauftrag haben.
„Versorgungsunternehmen sind Unternehmen, die Konsumenten innerhalb eines Versorgungsgebietes, Industrieunternehmen und/oder andere Versorgungsunternehmen (d. h. Verteilerunternehmen) mit Elektrizität, Gas, Fernwärme oder Trinkwasser beliefern“. „Öffentliche Versorgungsunternehmen“ haben einen öffentlichen Träger, meist eine Gemeinde oder einen Gemeindeverband, sie sind damit Kommunalunternehmen. „Anders als private Unternehmen dienen öffentliche Unternehmen primär der Erfüllung öffentlicher Aufgaben“. Privatunternehmen haben als Unternehmensziel die Gewinnmaximierung, öffentliche Unternehmen dagegen das Kostendeckungsprinzip. Die Erfüllung eines öffentlichen Bedarfs ist der Betriebszweck der Wirtschaftstätigkeit öffentlicher Unternehmen.

## Rechtsfragen
Allgemeines
Ein kommunales öffentliches Energieversorgungsunternehmen versorgt Dritte gemäß § 2 EnWG leitungsgebunden mit Elektrizität oder betreibt „ein Netz für allgemeine Versorgung, und an dem eine Kommune unmittelbar oder mittelbar mit mehr als 50 % des Stimmrechts beteiligt ist oder aufgrund besonderer rechtlicher Regelungen über die Direktionsgewalt verfügt“.
Der Kompetenztitel „Recht der Wirtschaft“ des Art. 74 Abs. 1 Nr. 11 GG erstreckt sich auch auf öffentliche Versorgungsunternehmen. Kommunale Versorgungsunternehmen gelten als Behörden nach § 4 Abs. 1 Landespressegesetz NRW (LPrG NW) und müssen deshalb der Presse Auskünfte über die Erfüllung ihrer öffentlichen Aufgabe erteilen. Der presserechtliche Behördenbegriff erfasse auch juristische Personen des Privatrechts, die von der öffentlichen Hand beherrscht und zur Erfüllung öffentlicher Aufgaben, etwa im Bereich der Daseinsvorsorge, eingesetzt werden.
Versorgungsvertrag
Verträge zwischen öffentlichen Versorgungsunternehmen und Verbrauchern, die die Belieferung mit Energie (elektrischer Strom, Erdgas, Fernwärme oder Trinkwasser) zum Inhalt haben, werden als Versorgungsverträge bezeichnet. Der Versorgungsvertrag über Energie ist ein Kaufvertrag, und zwar konkret ein Bezugsvertrag, bei dem der Umfang der künftigen Liefermengen (von Energie) bei Abschluss des Vertrags noch ungewiss ist. Wegen dieser Ungewissheit steht der Energieversorger in ständiger Leistungsbereitschaft, um den Vertrag erfüllen zu können. Der Zeitpunkt und die Häufigkeit der Abrufe sowie die Leistungsmenge bestimmt der Verbraucher. Der Energieversorger hat die angeforderten Einzelleistungen stets zeitnah zu erbringen. Die Vertragspartner sind zu wiederkehrenden Leistungen verpflichtet, so dass der Bezugsvertrag ein Dauerschuldverhältnis darstellt.
Im Leistungsangebot eines Versorgungsunternehmens ist grundsätzlich ein Vertragsangebot zum Abschluss eines Versorgungsvertrags in Form einer sogenannten Realofferte zu sehen, die von demjenigen konkludent angenommen wird, der aus dem Leitungsnetz des Versorgungsunternehmens Elektrizität, Gas, Wasser oder Fernwärme entnimmt. Im Urteil stellte der Bundesgerichtshof (BGH) klar, dass bei tatsächlichem Strombezug Vertragspartner des stillschweigend zustande gekommenen Stromliefervertrages derjenige ist, der die tatsächliche Verfügungsgewalt über den Versorgungsanschluss am Übergabepunkt ausübt.
Regionalprinzip
Das kommunale Regionalprinzip mit seiner Begrenzung der gemeindlichen Tätigkeit auf ihr Gemeindegebiet, wo nur dort eine Gemeinde Gebietshoheit besitzt, strahlt auch auf öffentliche Versorgungsunternehmen ab. Der Gebietsschutz wird ihnen durch einen Anschluss- und Benutzungszwang gesichert, indem die Gemeinden ermächtigt sind, die der Daseinsvorsorge dienenden öffentlichen Aufgaben (beispielsweise Abwasserbeseitigung, Abfallentsorgung, Straßenreinigung oder Wasserversorgung) auf dem Gemeindegebiet zu monopolisieren und damit den Wettbewerb auszuschalten.

## Haushaltsrecht
Gehört einer Gebietskörperschaft die Mehrheit der Anteile eines Unternehmens in einer Rechtsform des Privatrechts, so kann sie nach § 53 Abs. 1 HGrG verlangen, dass das Unternehmen im Rahmen der Abschlussprüfung auch die Ordnungsmäßigkeit der Geschäftsführung prüfen lässt. Sie beauftragt die Abschlussprüfer, in ihrem Bericht auch darzustellen
- die Entwicklung der Vermögens- und Ertragslage sowie die Liquidität und Rentabilität der Gesellschaft,
- verlustbringende Geschäfte und die Ursachen der Verluste, wenn diese Geschäfte und die Ursachen für die Vermögens- und Ertragslage von Bedeutung waren,
- die Ursachen eines in der Gewinn- und Verlustrechnung ausgewiesenen Jahresfehlbetrages

sowie ihr den Prüfungsbericht der Abschlussprüfer und, wenn das Unternehmen einen Konzernabschluss aufzustellen hat, auch den Prüfungsbericht der Konzernabschlussprüfer unverzüglich nach Eingang übersendet.
Die Grundsätze der Wirtschaftlichkeit und Sparsamkeit sind zu beachten (§ 6 Abs. 1 HGrG).

## Wirtschaftliche Aspekte
Öffentliche Versorgungsunternehmen sind ein natürliches Monopol, das sehr hohe Fixkosten für den Aufbau eines Netzes (z. B. Verkehrswege, Energie- und sonstige Versorgungsnetze) aufweist, denen vergleichsweise geringe Betriebskosten gegenüberstehen. Gleichzeitig sinken die durchschnittlichen Gesamtkosten mit steigendem Produktionsniveau (Kostendegression) und sind deshalb höher als die Grenzkosten.
Gleichzeitig sichert den öffentlichen Versorgungsunternehmen der Gebietsschutz ein Gebietsmonopol, wonach im Gemeindegebiet nur ein Wasserversorger usw. tätig sein darf. Das erlaubt die alleinige Marktbearbeitung und eine autonome Preispolitik, weil die Preisbildung nicht durch Konkurrenten beeinträchtigt wird und eine Monopolrendite erzielt werden kann.
Ein Unternehmen ist nach dem Rechnungslegungsstandard IASB kein kleines und mittleres Unternehmen (englisch small and medium-sized entity, SME), wenn es der „öffentlichen Rechenschaftspflicht“ (englisch public accountability) unterliegt. Dazu gehören die öffentlichen Versorgungsunternehmen, die deshalb die IASB vollständig anwenden müssen.

## International
In Österreich sind die mehrheitlich im öffentlichen Besitz stehenden Verbund AG, EVN AG, Energie Burgenland, Energie Steiermark, Energie AG Oberösterreich oder Wien Energie öffentliche Versorgungsunternehmen, in der Schweiz insbesondere Axpo Holding, Repower AG oder Services Industriels de Genève.
Der Électricité de France und der Gaz de France sind in Frankreich nach Auffassung des EuGH öffentliche Versorgungsunternehmen, denn sie unterliegen seit April 1946 dem Verstaatlichungsgesetz.